# サテライト横浜
サテライト横浜（サテライトよこはま）は、神奈川県横浜市中区桜木町にある会員制競輪場外車券売場である。
本項では併設されている会員制オートレース場外車券売場のオートレース横浜（オートレースよこはま）についても記述する。

## 施設概要
サテライト横浜は会員制のため、利用には会員登録と入会金1000円および年会費（2年間有効）2000円、および入会時の身分証提示（持参の場合は謄本・原本のみ。郵送の場合は複写でも可）と会員証に掲載する顔写真2枚（持参の場合は無料撮影サービスあり）が必要となる。会員は9Fの一般席に入場できるが、10Fには有料指定席もあり、こちらの利用には1席1日2000円が必要となる。
当施設はぴおシティのテナントとして入居しており、地下2Fよりサテライト専用のエレベーターで入場することになる。なお同じ建物の階下には同じ会員制の場外勝馬投票券発売所ジョイホース横浜も入居しているが、構内は完全に分離されている。
なお、同様の会員制場外であるラ・ピスタ新橋、サテライト大阪の会員証との互換はない。

## サテライト横浜
サテライト横浜は2004年に開設された。開設当時は花月園競輪場の主催であった神奈川県競輪組合と、施設を所有していた花月園観光により運営され、2010年の花月園競輪場廃止後も、そのままの体制で継続していたが、2015年の神奈川県競輪組合解散からは川崎競輪場主催の川崎市と、小田原競輪場主催の小田原市が管理を引き継ぎ、さらに平塚競輪場主催の平塚市も加わって『サテライト横浜管理施行者協議会』として3主催者による共同管理が行われている。
この経緯から当場では神奈川県内の車券を主に発売しており、その他の場で行なわれる全ての特別競輪および記念競輪や、一部の場のFI・FII・ナイター競輪なども発売されている。また2017年8月11日よりミッドナイト競輪の前売発売も実施されている。
2012年11月29日より場内にインターネット投票コーナーを設置し、GambooBET（Kドリームス）またはチャリロトのいずれかを介して重勝式の現金投票が可能になった。

## オートレース横浜
オートレース横浜は、2013年9月9日よりサテライト横浜の構内に併設される形で会員制オートレース場外車券売場としてオープンした。川口オートレース場を中心として全国のオートレースの車券が発売される。
なおサテライト横浜の会員は、オートレース横浜での車券購入も可能となる。

## 交通
- 横浜市営地下鉄ブルーライン桜木町駅下車、改札出て真上。
- JR東日本根岸線桜木町駅下車、徒歩1分。
- 横浜高速鉄道みなとみらい線馬車道駅1b出入口より徒歩3分。
- 京急本線日ノ出町駅より徒歩7分。